# Гонсалес (Колумбия)
Гонсалес (исп. González) — город и муниципалитет на северо-востоке Колумбии, на территории департамента Сесар.

## История
Поселение из которого позднее вырос город было основано 25 октября 1657 года.

## Географическое положение
Город расположен в юго-восточной части департамента, в гористой местности хребта Сьерра-де-Периха, на расстоянии приблизительно 228 километров к югу от Вальедупара, административного центра департамента. Абсолютная высота — 1367 метров над уровнем моря.

Муниципалитет Гонсалес граничит на юге с муниципалитетом Рио-де-Оро, на севере, западе и востоке — с территорией департамента Северный Сантандер. Площадь муниципалитета составляет 75 км².

## Население
По данным Национального административного департамента статистики Колумбии, совокупная численность населения города и муниципалитета в 2012 году составляла 7621 человека.
Динамика численности населения муниципалитета по годам:
| 2005 | 2006 | 2007 | 2008 | 2009 | 2010 | 2011 | 2012 |
| ---- | ---- | ---- | ---- | ---- | ---- | ---- | ---- |
| 9252 | 8973 | 8737 | 8507 | 8281 | 8062 | 7842 | 7621 |

Согласно данным переписи 2005 года мужчины составляли 54,8 % от населения Гонсалеса, женщины — соответственно 45,2 %. В расовом отношении белые и метисы составляли 99,1 % от населения города; негры, мулаты и райсальцы — 0,9 %.
Уровень грамотности среди всего населения составлял 74,7 %.

## Экономика
Основу экономики Гонсалеса составляют сельскохозяйственное производство.

54,7 % от общего числа городских и муниципальных предприятий составляют предприятия торговой сферы, 31,4 % — промышленные предприятия, 14 % — предприятия сферы обслуживания.